# Éditions L'Ampoule
Pour les articles homonymes, voir Ampoule.
 (septembre 2024).
Si vous disposez d'ouvrages ou d'articles de référence ou si vous connaissez des sites web de qualité traitant du thème abordé ici, merci de compléter l'article en donnant les références utiles à sa vérifiabilité et en les liant à la section « Notes et références ».
L'Ampoule est une maison d'édition française créée en 2002 de la rencontre entre le tracteur visuel Christian Dubuis-Santini et l'auteur Olivier Douzou, alors transfuge des Éditions du Rouergue. L'Ampoule s'est développée sur une politique éditoriale très exigeante, déclinant son concept de « Littérature-image » dans divers domaines : la littérature contemporaine (Véronique Ovaldé, Fabrice Vigne...), la bande dessinée (Jochen Gerner, José Parrondo...), les classiques illustrés (Jack London, Herman Melville...), les albums pour enfants, les guides décalés...

## Publications
- Construire un feu, (Jack London, Michel Galvin), 2002.
- L'absinthe, (Pierre Kolaire), 2002.
- L'égaré, (Frédérique Bertrand, Frédéric Rey), 2002.
- L'électricité, (José Parrondo), 2002.
- TNT en Amérique, (Jochen Gerner), 2002.
- Toutes choses scintillant, (Véronique Ovaldé), 2002.
- C'est pour offrir, (Ronald Curchod, Benoît Reynaud), 2003.
- Écoute ! Écoute !, (Ann et Paul Rand), 2003.
- En ligne(s), (Jochen Gerner), 2003. Carnet de dessins téléphoniques (1994-2002).
- Je sais plein de choses, (Ann et Paul Rand), 2003.
- La pasta, (Gianpaolo Pagni), 2003.
- Le Vol, (José Parrondo), 2003.
- Les souffrances du jeune Frankenstein, (Nicolas Mahler), 2003.
- Moi et ma cheminée, (Herman Melville, Nathalie Fortier), 2003.
- Quelles fleurs pour le dire ?, (Nathalie Choux), 2003.
- TS, (Fabrice Vigne), 2003.
- L'impossibilité des corneilles, (Julien de Kerviler), 2004.
- Les tyrans sont éternels, (Julien de Kerviler), 2004.
- Nautre Quichotte, (Frédéric Thurre), 2004.
- La pomme par terre, (Christian Dubuis-Santini), 2010.